# شبح جزيرة الموز (فلم)
شبح جزيرة الموز (بالإنجليزية: Banana Island Ghost) هو فيلم فنتازيا وحركة نيجيري صدر سنة 2017. الفيلم من كتابة وإخراج بودانرين ساسوري وإنتاج تنفيذي من قبل ديرين أديوكونو وبيولا ألابي. الفيلم من بطولة كُل من تشيغول وباتريك ديابوا وعلي نوح وسهيد بالوغون وتينا مبا وبيمبو مانويل. في 2019، رُشح الفيلم خلال حفل توزيع جوائز الأكاديمية الأفريقية للأفلام الخامس عشر لنيل جائزة أفضل مُمثل مُساعد (آكا ناني).

## طاقم التمثيل
- تشيغول في دور إيجيوما.
- باتريك ديابواه في دور باتريك (الشبح).
- بيمبو مانويل في دور غاد.
- سهيد بالوغون ضابط شرطة.
- علي نوح في دور السيد الملك.
- تينا مبا في دور والدة إيجوما
- آكا ناني في دور الرقيب.
- أوشي جومبو في دور والدة باتريك.
- كيمي لالا أكيندوجو في دور المُديرة.
- ماكيدا موكا في دور النينجا الهندي.
- آديتوموا إيدون في دور آكين.
- دوركاس شولا فابسون في دور صديقة أكين.

## الاستقبال النقدي
حصل الفيلم على موقع (بالإنجليزية: Nollywood Reinvented) على تقييم 59٪ من 100.

## روابط خارجية
مقالات تستعمل روابط فنية بلا صلة مع ويكي بيانات